# Synthymia monogramma
Synthymia monogramma är en fjärilsart som beskrevs av Jacob Hübner 1808. Synthymia monogramma ingår i släktet Synthymia och familjen nattflyn. Inga underarter finns listade i Catalogue of Life.